# Килик
Килик (грч. Κίλιξ) је син сидонског краља Агенора и Аргиопе ( Телефаса ). Еуропин, Кадмов и Феников брат. По очевом налогу, Килик је заједно са браћом, кренуо у свет да тражи Еуропу, коју је отео Зевс. После узалудног трагања за сестром, задржао се у Киликији, у земљи којој је дао своје име. Заједно са својим сестрећем Сарпедоном, Килик је ратовао против Ликијаца и, после победе, добио је део Ликије.
Предање помиње и троје Киликове деце, и то Таса, Тебу и Пиродеса.